# Договор за обикновените въоръжени сили в Европа
Първоначалният Договор за обикновените въоръжени сили в Европа (ДОВСЕ) e уговорен и приет през последните години на Студената война, като залага основни ограничения на ключови категории конвенционално военно оборудване в Европа (от Атлантическия океан до Урал) и налага унищожаването на излишното въоръжение. Договорът предлага еднакви ограничения и за двата лагера – Организацията на Северноатлантическия договор и на Варшавския договор.

## История

### Обстановка
През 1972 г., американският президент Ричард Никсън и съветският генерaлен секретар Леонид Брежнев постигат компромисно споразумение да проведат отделни политически и военни преговори. Организацията за сигурност и сътрудничество в Европа (ОССЕ) се занимава с политическите въпроси, а Взаимните и Балансирани намаления на силите, с военните въпроси. Резултатът на ОССЕ е, че през 1975 г. 35 страни подписват крайния документ: Заключителния акт от Хелзинки. Взаимните и Балансирани намаления на силите са прекратени от Русия заради решението на НАТО да разположи нови ядрени оръжия със среден обсег на територията на Европа. През 1986 г., в рамките на преговорите Взаимните и Балансирани намаления на силите, Генералният секретар Горбачов предлага да се намалят наземните и въздушни сили и да се включат обикновените и ядрените оръжия от Атлантическия океан до Урал. Това предложение е направено официално по-късно същата година по време на срещата на Варшавския договор. Северно-атлантическия съвет на външните министри издава Брюкселската декларация за контрол на конвенционалните оръжия, която призовава за провеждането на отделни преговори: едни за постигане на резултатите от Стокхолмската конференция и едни, които да осигурят стабилност в Европа чрез преговори за контрола върху конвенционалните оръжия от Атлантическия океан до Урал. През 1987 г. Стокхолмският документ влиза в действие и въвежда правото за провеждане на инспекция на военните сили на бойното поле.
Неформални разговори между шестнадесетте страни-членки на НАТО и седемте страни членки на Варшавския договор за конвенционалните преговори в Европа започват на 17 февруари 1987 г., като очертават насоките на преговорите. Няколко месеца по-късно, на 27 юни, по време на конференцията във Виена, НАТО представя чернова на указ. Указът призовава към премахване на неравенството на силите, способността за изненадваща атака и широкомащабни офанзивни операции и за създаването на ефективна система за проверка. През декември е подписан договора за ядрените сили със среден обхват между Америка и Съветския съюз, който позволява съвместни инспекции. По време на срещата през май – юни 1988 г., президентът Рейгън и генералият секретар Горбачов подчертават важността на стабилността и сигурността в Европа, призовавайки към обмяна на данни, инспекция на тези данни и след това намаления. През декември Горбачов обявява в Организацията на обединените нации едностранното изтегляне на 50000 войници от Източна Европа и демобилизирането на 500 000 съветски войници.

### Преговори за ДОВСЕ
През януари 1989 г., НАТО и членовете на Варшавския договор създават мандат за преговорите по ДОВСЕ. Мандатът залага целите на ДОВСЕ и създава процедури за договарянето. Официалните преговори започват на 9 март 1989 г. във Виена. Когато президентът на САЩ Джордж Буш и президентът на Франция Франсоа Митеран се срещат през май, Буш обявява намаляването на бойните самолети и хеликоптери. Предлага също и лимит от 275000 служещи в Европа за САЩ и Съветския съюз. Предложението на Буш се приема през 1989 г. по време на Срещата на върха на НАТО в Брюксел и след това се представя във Виена. През ноември пада Берлинската стена и в следващите месеци избухват революции в Унгария, Чехословакия, Румъния и България. Буш и Горбачов се съгласяват да ускорят както икономическите, така и преговорите за въоръжение. Буш предлага дори по-сериозни намаления, а Съветския съюз договаря и сключва споразумението за изтеглянето на войските със страните от Варшавския договор.

## Статут

### Подписване
Договорът е подписан на 19 ноември 1990 г. от 22 страни в Париж. Разделени са на две основни групи.
- Тогавашните 16 страни членки на НАТО: Белгия, Канада, Дания, Франция, Германия, Гърция, Исландия, Италия, Люксембург, Нидерландия, Норвегия, Португалия, Испания, Турция, Великобритания и САЩ.
- Тогавашните 6 страни членки на Варшавския договор: България, Чехословакия, Унгария, Полша, Румъния и Съветския съюз.

### Ратифициране
През 1991 г. СССР и Варшавският договор се разпадат и Чехословакия се разделя на Чехия и Словакия, което обяснява защо договорът е ратифициран от 30, а не от 22 страни.
- 16-те страни членки на НАТО
- Осемте бивши СССР републики, които са територии на запад от Урал и останалите шест бивши членовe на Варшавския договор. Тези бивши съветски републики включват Армения, Азербайджан, Беларус, Грузия, Казахстан, Молдова, Русия и Украйна. Шестимата членове на Варшавския договор включват: България, Чехия, Словакия, Унгария, Полша и Румъния. Бившите не съветски членове на Варшавския договор (освен Албания) и трите Балтийски страни стават членове на НАТО през 1999 г. и през 2004 г. През 1994 г. няколко бивши съветски републики създават Организация на договора за колективна сигурност. През 2006 г. членове на тази организация са следните страни: Армения, Беларус, Казахстан, Киргизстан, Таджикистан, Русия и Узбекистан.

Договорът влиза в сила на 17 юли 1992 г. Русия нотифицира другите страни за намерението си да суспендира ДОВСЕ на 14 юли 2007 г.

### Поправки
На 31 май 1996 г. договорът е променен от така нареченото флангово споразумение с облекчени намаления за Русия и Украйна по отношение на фланговите региони определени в параграф 5, алинея 1 (А).

### Ограничения за войниците
ДОВСЕ налага еднакви ограничения и за двата лагера от Атлантическия океан до Урал, като това засяга ключово въоръжение необходимо за осъществяването на изненадващи, както и на широкомащабни нападателни операции. Колективно, участващите в договора се съгласяват да не надвишават:
- 20000 танка;
- 20000 артилерийски оръдия;
- 30000 бронирани бойни превозни средства;
- 6800 бойни самолета;
- 2000 нападателни хеликоптери;

Договорът допълнително ограничава дела на въоръжението на една държава от Европа, до една трета от общото за всички страни в Европа – правилото на „достатъчност“. Тези ограничения са:
- 13300 танка;
- 13700 артилерийски оръдия;
- 20000 бронирани бойни машини;
- 5150 бойни самолета;
- 1500 бойни хеликоптера.

Всички военноморски сили не влизат в отчетността на договора.

### Регионални договорености
В допълнение на ограниченията за броя на въоръжението, договорът включва и регионални ограничения за предотвратяване на дестабилизираща концентрация на наземно оборудване.

### Разрушаване
За да отговори на ограниченията е за предпочитане оборудването да се превърне в невоенно такова или да се унищожи.

### Верификация
Договорът включва безпрецедентни разпоредби за обмен на подробна информация, проверки на място, инспекции по поискване, както и проследяването на разрушаването на място. Страните по договора получават неограниченото право да наблюдават процеса по унищожение на военната техника.

### Обща консултативна група
Накрая ДОВСЕ основава във Виена орган съставен от страни членки, който се нарича Обща консултативна група и се занимава с въпроси свързани със спазването на разпоредбите на договора. Групата има за цел:
- Разрешаване на неясноти и различия при тълкуването;
- Обмислянето на мерки увеличаващи приложимостта и ефективността на договора;
- Разрешаване на технически въпроси;
- Разглежда спорове, които могат да възникнат от прилагането на договора.

## Реализиране
След като договорът влиза в сила започва 4-месечен период на основни инспекции. Двадесет и пет процента от унищожаването трябва да бъде приключено до края на първата година, 60% до края на втората и 100% до края на третата година.
Основното постижение трябва да е широкомащабно намаление или унищожение на конвенционалните военни съоръжения в региона от Атлантическия океан до Урал през първите 5 години, откакто договора влиза в сила. До края на периода за намаляване на Договора през 1995 г., когато ограничаването на оборудването влиза в сила, 30-те страни-членки завършват и проверяват унищожаването или преобразуването на над 52000 танкове, бронирани превозни средства, артилерийски оръдия, бойни самолети и хеликоптери. Освен това те провеждат над 4000 внезапни проверки на място.
НАТО изпълнява задълженията си главно чрез унищожаване на най-старата си техника. Също членове на НАТО с по-нова техника, като САЩ, се съгласяват да прехвърлят част от оборудването си на съюзници с по-остаряла бойна техника.

### Проблеми с приложението

#### НАТО
Според Русия намерението на САЩ за създаване на военни бази в Румъния и България е нарушение на договора. НАТО оспорва това твърдение и казва, че базите не са предвидени за постоянно и затова не могат да се считат като нарушение на договора. Според споразуменията с България и Румъния през 2006 г. специално се казва, че базите могат да бъдат постоянни, под пряк американски контрол. Вашингтон Таймс също получава потвърждение от висши американски служители, че базите ще са постоянни.

#### Бивши съветски републики
Доклад на администрацията на Клинтън през 1999 г. казва, че Русия, Украйна, Беларус, Армения и Азербайджан не изпълняват договора. Нарушенията варират от притежание на оборудване над допустимото според договора, до отказ на пълен достъп по време на инспекциите по договора. В доклада се заключава, че въпросите за спазването не са „военно значими“ и че Русия и Украйна, двете съветски републики с най-голямо притежание в Източния блок, остават в границите на договора.
В навечерието на срещата на върха на Организацията за сигурност и сътрудничество в Европа през 1999 г. в Истанбул, членовете на НАТО виждат три проблема при приложението на договора. На първо място, продължаващото съществуване на над допустимото според договора руско оборудване във фланговия регион (т.е. руския Северен Кавказ, който включва и Чечня). Второ, руското военно присъствие в Грузия е над позволеното от грузинските власти. На трето място, липсва изричното съгласие на молдовските власти за руското военно присъствие в страната.
По време на срещата на високо равнище, 30-те страни-членки на ОССЕ подписват актуализирания ДОВСЕ и Русия приема задължението да се изтегли от Молдова, да намали оборудването си в Грузия и да се съобрази с грузинските власти по отношения на условията и продължителността на престоя на руските сили на тяхна територия, както и да намали военното присъствие във фланговия регион в рамките на приетото по договора. Тези споразумения стават известни като Ангажиментите от Истанбул и се съдържат в 14-те анекса към заключителния акт на ДОВСЕ и в Декларацията на срещата на високо равнище в Истанбул от 1999 г.
Членките на НАТО отказват да ратифицират договора докато Русия не се изтегли напълно от Молдова и Грузия. Въпреки че Русия частично изтегля войски и оборудване от Грузия и Молдова, това не е изцяло според изискванията на НАТО.

## Последващи споразумения

### Заключителен акт на преговорите за сила на персонала на НА ДОВСЕ (ДОВСЕ 1 А)
Преговорите за ДОВСЕ 1А започват малко след като първоначалният ДОВСЕ е подписан през 1990 г. ДОВСЕ 1А, за разлика от първоначалния Договор за конвенционалните сили в Европа, не е правно обвързващ договор, а политически ангажимент, който влиза в сила едновременно с ДОВСЕ и служи като последващо споразумение. Ангажиментът е, че всички страни подписали ДОВСЕ предприемат стъпки за по-нататъшно подобряване на доверието и сигурността в региона от Атлантическия океан до Урал. ДОВСЕ 1А ангажира 30-те члена на договора да постигнат ограниченията на човешката сила в рамките на приложението на ДОВСЕ и ако е необходимо да предприемат намаление на съществуващата такава. Според този ангажимент САЩ са ограничени да има не повече от 250 000 войници в зоната на приложение. Като допълнителен източник на гаранции за сигурност, ДОВСЕ 1А задължава страните по договора предварително да уведомяват за увеличаване на човешката сила. Спазването на ДОВСЕ 1А се оценява чрез проверките на място провеждани според ДОВСЕ.

### Споразумение за адаптиране на Договора за обикновените въоръжени сили в Европа (ДОВСЕ 2)
Споразумението за адаптиране на Договора за обикновените въоръжени сили в Европа (известен също като актуализирания ДОВСЕ) е преразглеждане на първоначалния договор и е подписано по време на срещата на върха от ноември 1999 г. в Истанбул като взима под внимание различната геополитическа ситуация на периода на пост-Студената война и определя национални вместо блокови ограничения на конвенционалните въоръжени сили. Членовете на НАТО отказват да ратифицират договора, докато Русия отказва да изтегли напълно войските си от Молдова и Грузия. Връзката между ратификацията на адаптирания договор и пълното оттегляне няма законово основание, но е по-скоро политическо решение, взето от членовете на НАТО.

## Суспендиране от Русия
След като Русия не желае да подкрепи плановете на САЩ за противоракетна отбрана в Европа, по време на обръщението си на 26 април 2007 г. Путин заплашва с мораториум върху договора и по време на извънредната конференция на членовете на ДОВСЕ състояла се от 11 до 15 юни във Виена по руска инициатива, той излага повечето от исканията си за пренаписване на договора. Тъй като исканията му не са удовлетворени, на 14 юни 2007 г. Путин издава декрет предназначен да спре спазването на задълженията по договора и влизащ в сила 150 дни по-късно. В декрета се казва, че това е в резултат от „извънредни обстоятелства(…) които засягат сигурността на Руската федерация и изискват незабавни мерки“ и известява НАТО и членовете му. Прекратяването се отнася както за първоначалния ДОВСЕ, така и за последващите споразумения.

### Мотиви
Обяснителен документ от президентската администрация на Русия посочва няколко причини за намерението си да суспендира приложението на договора. На първо място, Русия счита, че връзката между ратификацията на адаптирания договор и изтеглянето на войските от Грузия и Молдова е „нелегитимна“ и „измислена“. Русия също така счита оттеглянето на войници за двустранни въпроси между Русия и Грузия и Русия и Молдова, а не между Русия и НАТО. На второ място, трите балтийски държави, които граничат с Русия за разлика от останалата част от НАТО (с изключение на Полша и Норвегия), не са включени в първоначалния договор за конвенционалните сили в Европа, тъй като те все още са били част от Съветския съюз, когато договорът е подписан. Също така, Балтийските държави като всички членове на НАТО не ратифицират адаптирания ДОВСЕ. Желанието на Русия за бърза ратификация и присъединяване на балтийските държави към ратифицирането на договора, надявайки се да ограничат бързото разполагане на силите на НАТО там, не е изпълнено.
Трето, Русия подчертава, че разрастването на НАТО от 1999 г. и от 2004 г. увеличава оборудването му над допустимото според договора. Следователно Русия изисква компенсиращо намаляване на общото оборудване на НАТО. Четвърто, Русия отбелязва, че планираните бази на НАТО в Румъния и България се отразяват негативно на спазването на ограниченията според договора за същите страни. Пето, документът изисква премахване на ограниченията за фланговите региони (т.е. Северен Кавказ), за да се компенсира Русия за разрастването на алианса. Шесто, Русия иска да предоговори и модернизира адаптирания ДОВСЕ от 1999 г. веднага щом влезе в сила. Русия ще продължи едностранно да суспендира валидността на договора, освен ако страните от НАТО не го приложат до 1 юли 2008 г. или поне не се съобразят с ограниченията наложени от него докато не бъде предоговорен.
Най-вероятно споменатите извънредни обстоятелства, които обаче не са посочени в разяснителния документ на Русия, се отнасят за плановете на САЩ да разположи части от противоракетна отбрана в Полша и Чехия. Друга вероятна причина е отказа на страните от НАТО да ратифицират адаптирания ДОВСЕ, поради продължаващото присъствие на няколкостотин руски миротворци в Молдова и Грузия – нещо, което те считат за нарушаване на ангажиментите поети от Русия на срещата на върха в Истанбул от 1999 г. Въпреки това, не съществува правна връзка между изтеглянето на Русия от Молдова и Грузия и актуализирания ДОВСЕ. Връзката между тези два въпроса по сигурността е решение на страните от НАТО като протест срещу втората чеченска война и се използва като причина да не се ратифицира договора. Русия смята оригиналния ДОВСЕ за остарял и стратегически неправилен, тъй като не взема под внимание разпадането на Варшавския договор или на Съветския съюз.
В Русия дори Владимир Рижков, един от лидерите на опозицията и независим член на руската Дума е съгласен, че Русия е принудена да реагира. Въпреки това той смята, че суспендирането чрез декрет в година на избори, е начин Путин да каже, че няма да отстъпи, независимо кой ще е следващият президент.

### Реакции
НАТО веднага изразява съжаление от решението на Русия да прекрати договора, описвайки го като „стъпка в погрешна посока“, но се надява Москва да се ангажира в това, което е описано като конструктивни преговори по този въпрос. САЩ, заедно с няколко европейски държави като Германия, Полша и Румъния, също изразяват разочарование. Организацията на договора за колективна сигурност (ОДКС), генералният секретар Николай Бордужа и бившият съветски президент Михаил Горбачов изразяват подкрепата си за указ на Путин.

### Последици
Русия се надява, че спирането ще стимулира ратификациите на адаптирания договор от страните от НАТО. Русия подчертава, че мораториумът не означава, че вратата е затворена за по-нататъшен диалог. В случай, че посочените въпроси бъдат уредени, Русия заявява, че ще осигури своевременно колективно спазване на разпоредбите на договора.
Руското външно министерство заявява, че последствията от спирането са прекратяване на инспекциите и проверките на нейни военни бази, от страните от НАТО и че вече няма да са задължени да ограничават броя на конвенционалните си оръжия. На практика Русия вече е спряла тези проверки през юни 2007 г., тъй като не се обръща внимание на жалбите ѝ след проведената във Виена конференция на ДОВСЕ. Следователно на военни делегации от България и Унгария е отказан достъп до руските военни единици.